# 2058
|  | Denne artikel beskriver en fremtidig begivenhed Denne artikel eller sektion handler om planlagt eller forventet fremtidig begivenhed. Der kan forekomme spekulativ information, og indholdet kan ændres dramatisk når begivenheden nærmer sig og mere information bliver tilgængelig. |

| 2058               |
| ------------------ |
| Dødsfald - Fødsler |
|                    |

| Gregoriansk kalender | 2058 MMLVIII            |
| Ab urbe condita      | 2811                    |
| Armensk kalender     | 1507 ԹՎ ՌՇԷ             |
| Kinesiske kalender   | 4754 – 4755 丁丑 – 戊寅 |
| Etiopisk kalender    | 2050 – 2051             |
| Jødisk kalender      | 5818 – 5819             |
| Hindukalendere       |                         |
| - Vikram Samvat      | 2113 – 2114             |
| - Shaka Samvat       | 1980 – 1981             |
| - Kali Yuga          | 5159 – 5160             |
| Iransk kalender      | 1436 – 1437             |
| Islamisk kalender    | 1481 – 1482             |

2058 (MMLVIII) begynder året på en tirsdag.

## Fremtidige begivenheder
| År | Spire Denne artikel om et år, årti, århundrede eller årtusinde er en spire som bør udbygges. Du er velkommen til at hjælpe Wikipedia ved at udvide den. |